# 언약적 율법주의
언약적 율법주의(Covenantal nomism)란 공로 신학에는 반대하지만, 1 세기의 유대인들은 행위를 통한 의를(works righteousness) 믿지 않았다고 주장하는 견해이다. 대신 그들은 출생과 더불어 아브라함의 언약안으로 들어왔고 행위를 통하여 언약안에 있어야한다고 믿는 것을 말한다. E. P. 샌더스와 언약적 율법주의를 지지하는 자들은 행위는 언약에서 유지될 필요가 있기 때문에 이것이  행위를 통한 의를 얻는 또 다른 방법인지에 대하여서는 질문하지 않는다. 하나님과의 관계성에 대한 유대인들의 관점은 율법준수가 하나님과의 관계보다더 우선하여 근거한다고 주장한다. 언약적 율법주의 구조는 다음과 같다 : 하나님은 이스라엘을 선택 하셨고 율법을 주셨다.  그 율법은 선택된 사람들을 유지하는 하나님의 약속이며 순종을 요구하신다. 하나님은 순종하는 자를 보상하시고 범죄한자를 처벌하신다. 율법은 구속를 위한 수단으로 제공되며 구속은 언약적 관계의 유지와 다시 제정한 결과이다. 순종, 구속, 그리고 하나님의 자비에 따라서 율법을 유지하는 모든 사람들은 구원을 받는다.

## 같이 보기
- 바울에 대한 새 관점
- E. P. 샌더스
- 율법주의

## 주해
1. ↑  전적인 하나님의 은혜를 강조하는 것과 대조적으로 인간의 선한 행위가 미래 하나님의 상급을 보장 받을 수 있다고 강조하는 신학. 중세시대 로마 카톨릭교회가 강조했던 영광의 신학과 관련있다.